# Volumna
En la mitología romana, Volumna era la diosa de las guarderías.
La primitiva mitología romana se centraba en las complejas y entrelazadas interrelaciones entre dioses y humanos. A este respecto, los romanos mantuvieron una gran selección de divinidades con unas inusuales áreas específicas de autoridad. Un subgrupo de deidades cubría el campo general de la infancia y la niñez. En esta área, Volumna era conocida como una guardiana general y deidad tutelar de la infancia y su cuidado.